# David Gallardo
Jonathan David Gallardo (Cañada de Gómez, 28 febbraio 1997) è un calciatore argentino, attaccante dell'Agropecuario.

## Caratteristiche tecniche
Gioca come ala sinistra.

## Carriera
Gallardo è cresciuto nello Sp. Las Parejas, dove ha debuttato nel corso della stagione 2013-2014. Nel 2015 è passato in prestito all'Unión (SF), dove ha giocato solamente nella formazione giovanile. Rientrato al Las Parejas, nel frattempo promosso nel Torneo Federal A, ha iniziato a giocare con continuità giocando 50 incontri nell'arco di due stagioni.
Nel 2018 è passato in prestito per due stagioni al Villa Dálmine in Primera B Nacional. Nel luglio del 2020, sempre in prestito, è andato al Tigre e dopo soli sei mesi con la stessa formula si è unito al Ferro Carril Oeste.
Nel gennaio del 2022 è passato a titolo definitivo al Sarmiento (J), neopromosso in Primera División ed ha debuttato il 2 aprile nell'incontro perso 4-1 contro il Racing Club. Il 3 luglio 2023 è stato ceduto in prestito in Paraguay al Guaraní fino a dicembre, dopodiché è stato confermato in prima squadra per le competizioni del 2024.

## Statistiche

### Presenze e reti nei club
Statistiche aggiornate al 9 agosto 2024.
| Stagione        | Squadra            | Campionato      | Campionato | Campionato | Coppe nazionali | Coppe nazionali | Coppe nazionali | Coppe continentali | Coppe continentali | Coppe continentali | Altre coppe | Altre coppe | Altre coppe | Totale | Totale | Totale |
| Stagione        | Squadra            | Comp            | Pres       | Reti       | Comp            | Pres            | Reti            | Comp               | Pres               | Reti               | Comp        | Pres        | Reti        | Pres   | Reti   |        |
| --------------- | ------------------ | --------------- | ---------- | ---------- | --------------- | --------------- | --------------- | ------------------ | ------------------ | ------------------ | ----------- | ----------- | ----------- | ------ | ------ | ------ |
| 2016-2017       | Sp. Las Parejas    | TFA             | 22         | 2          | CA              | 3               | 1               |                    | -                  | -                  |             | -           | -           | 25     | 3      |        |
| 2017-2018       | Sp. Las Parejas    | TFA             | 28         | 3          | CA              | 2               | 0               |                    | -                  | -                  |             | -           | -           | 30     | 3      |        |
| 2018-2019       | Villa Dálmine      | PN              | 9          | 0          | CA              | 1               | 0               |                    | -                  | -                  |             | -           | -           | 10     | 0      |        |
| 2019-2020       | Villa Dálmine      | PN              | 15         | 0          | CA              | 1               | 0               |                    | -                  | -                  |             | -           | -           | 16     | 0      |        |
| 2020            | Tigre              | PN              | 2          | 0          |                 | -               | -               | CL                 | 4                  | 0                  |             | -           | -           | 6      | 0      |        |
| 2021            | Ferro Carril Oeste | PN              | 36         | 4          |                 | -               | -               |                    | -                  | -                  |             | -           | -           | 36     | 4      |        |
| 2022            | Sarmiento (J)      | PD              | 18         | 0          | CA+CdL          | 0               | 0               |                    | -                  | -                  |             | -           | -           | 18     | 0      |        |
| 2023            | Sarmiento (J)      | PD              | 6          | 0          | CA+CdL          | 0               | 0               |                    | -                  | -                  |             | -           | -           | 6      | 0      |        |
| 2023            | Guaraní            | PD              | 14         | 0          | CP              | 3               | 0               | CS                 | 2                  | 0                  |             | -           | -           | 19     | 0      |        |
| 2024            | Sarmiento (J)      | PD              | 4          | 0          | CA+CdL          | 1+7             | 0               |                    | -                  | -                  |             | -           | -           | 12     | 0      |        |
| Totale carriera | Totale carriera    | Totale carriera | 154        | 9          |                 | 18              | 1               |                    | 6                  | 0                  |             | -           | -           | 178    | 10     |        |